# Boardwalk Empire
Boardwalk Empire är en amerikansk TV-serie skapad av Terrence Winter, som producerade och skrev manus till ett stort antal avsnitt av Sopranos. Serien handlar om maffian i den amerikanska staden Atlantic City under förbudstiden och baseras på boken Boardwalk Empire: The Birth, High Times and Corruption of Atlantic City av Nelson Johnson. Historien är baserad på verkliga händelser.
Det första avsnittet regisserades av Martin Scorsese och är med sina 20 miljoner dollar det dyraste pilotavsnitt som spelats in till en TV-serie.
Serien hade premiär den 19 september 2010, och redan den 20 september beslutades det att göra en andra säsong. 2014 visas seriens femte säsong.
I Sverige började serien först visas i betal-tv av Canal+ 1 november 2010. och 29 oktober 2011 började serien även visas av SVT.

## Handling
Boardwalk Empire utspelar sig i 1920-talets Atlantic City. Där får man följa stadens kassör, Enoch 'Nucky' Thompson (Steve Buscemi), som styr den illegala handeln med alkohol i Atlantic City. Till sin hjälp har han sin bror, stadens sheriff Elias 'Eli' Thompson (Shea Whigham), samt sin skyddsling och chaufför, den unga krigsveteranen James 'Jimmy' Darmody (Michael Pitt).

## Rollista (urval)
| Steve Buscemi            | – Enoch 'Nucky' Thompson  |
| Michael Pitt             | – James 'Jimmy' Darmody   |
| Shea Whigham             | – Elias 'Eli' Thompson    |
| Kelly Macdonald          | – Margaret Schroeder      |
| Michael Shannon          | – Agent Nelson Van Alden  |
| Aleksa Palladino         | – Angela Darmody          |
| Stephen Graham           | – Al Capone               |
| Vincent Piazza           | – Charles "Lucky" Luciano |
| Michael Kenneth Williams | – Chalky White            |
| Michael Stuhlbarg        | – Arnold Rothstein        |

## Avsnittguide
| Säsong | Säsong | Avsnitt | Säsongspremiär    | Säsongsfinal     | Utgivningsdatum på DVD och Blu-ray | Utgivningsdatum på DVD och Blu-ray | Utgivningsdatum på DVD och Blu-ray |
| Säsong | Säsong | Avsnitt | Säsongspremiär    | Säsongsfinal     | Region 1                           | Region 2                           | Region 4                           |
| ------ | ------ | ------- | ----------------- | ---------------- | ---------------------------------- | ---------------------------------- | ---------------------------------- |
|        | 1      | 12      | 19 september 2010 | 5 december 2010  | 10 januari 2012                    | 12 januari 2012                    | 11 januari 2012                    |
|        | 2      | 12      | 25 september 2011 | 11 december 2011 | 28 augusti 2012                    | 3 september 2012                   | 5 september 2012                   |
|        | 3      | 12      | 16 september 2012 | 2 december 2012  | 20 augusti 2013                    | 5 augusti 2013                     | 21 augusti 2013                    |

## Priser
Serien belönades med två Golden Globe 2010. En i kategorin Best Television Series - Drama (Bästa TV-serie - drama), och en för Steve Buscemis insats i kategorin Best Performance by an Actor in a Television Series - Drama (Bästa manliga skådespelare i en TV-serie - drama).
Boardwalk Empire var även nominerad till 18 Emmy Awards, men vann ingen av kategorierna.